# 巴山箬竹
巴山箬竹（学名：Indocalamus bashanensis）为禾本科箬竹属下的一个种。其种加词“bashanensis”意为“大巴山的”。